# 神奴貞述
神奴 貞述（かみのみやつこ さだのぶ、生没年不詳）は、平安時代中期の医師。位階は正六位上。

## 経歴・人物
長保年間に典薬寮医師を務めた。